# Phare de Svalbarðseyri
Le phare de Svalbarðseyri (en islandais : Svalbarðseyrarviti) est un phare situé dans la région de Norðurland vestra dans  le village de Svalbarðseyri, sur la côte orientale de l'Eyjafjörður.